# Кобу гаттай
Ко́бу гатта́й (яп. 公武合体 ко:бу гаттай, «единение императорского двора и сёгуната») — политическая идея и общественное движение в Японии в конце периода Эдо.

## История
Идея кобу гаттай заключалась в образовании союза аристократического Императорского двора и самурайского сёгуната Токугава. Целью союза было общее руководство страной для её защиты от потенциальной агрессии Запада, реформирование действующей системы управления и обновление своего сёгуната. Идея такого союза была популярна среди представителей умеренной столичной аристократии, консервативного самурайства и культурных деятелей, которые пребывали в оппозиции к радикальной антиправительственного и антииностранного течения Сонно Дзёи.
После инцидента у ворот Сакурада в 1860 году, первым шагом к реализации идеи союза стал брак принцессы Кадзуномия, дочери Императора Нинко, с сёгуном Токугавой Иэмоти. Однако отсутствие чёткого плана дальнейших действий сторонников союза завело их в тупик. В конце концов, нарастание антисёгунатских настроений в стране повлекло свержение сёгуната и реставрацию Мэйдзи 1868 года. Сама идея союза была похоронена в ходе гражданской войны 1868—1869 годов.